# Tunnel Sainte-Anne
Le tunnel Sainte-Anne (en néerlandais : Sint-Annatunnel) est un tunnel situé à Anvers en Belgique. Passant sous l'Escaut, il est réservé aux piétons et aux vélos. Construit en 30 mois et inauguré le 10 septembre 1933, il est classé monument historique.
Au même moment, fut aussi inauguré le tunnel Waasland pour les voitures, partiellement détruit à deux reprises pendant la Seconde Guerre mondiale. 

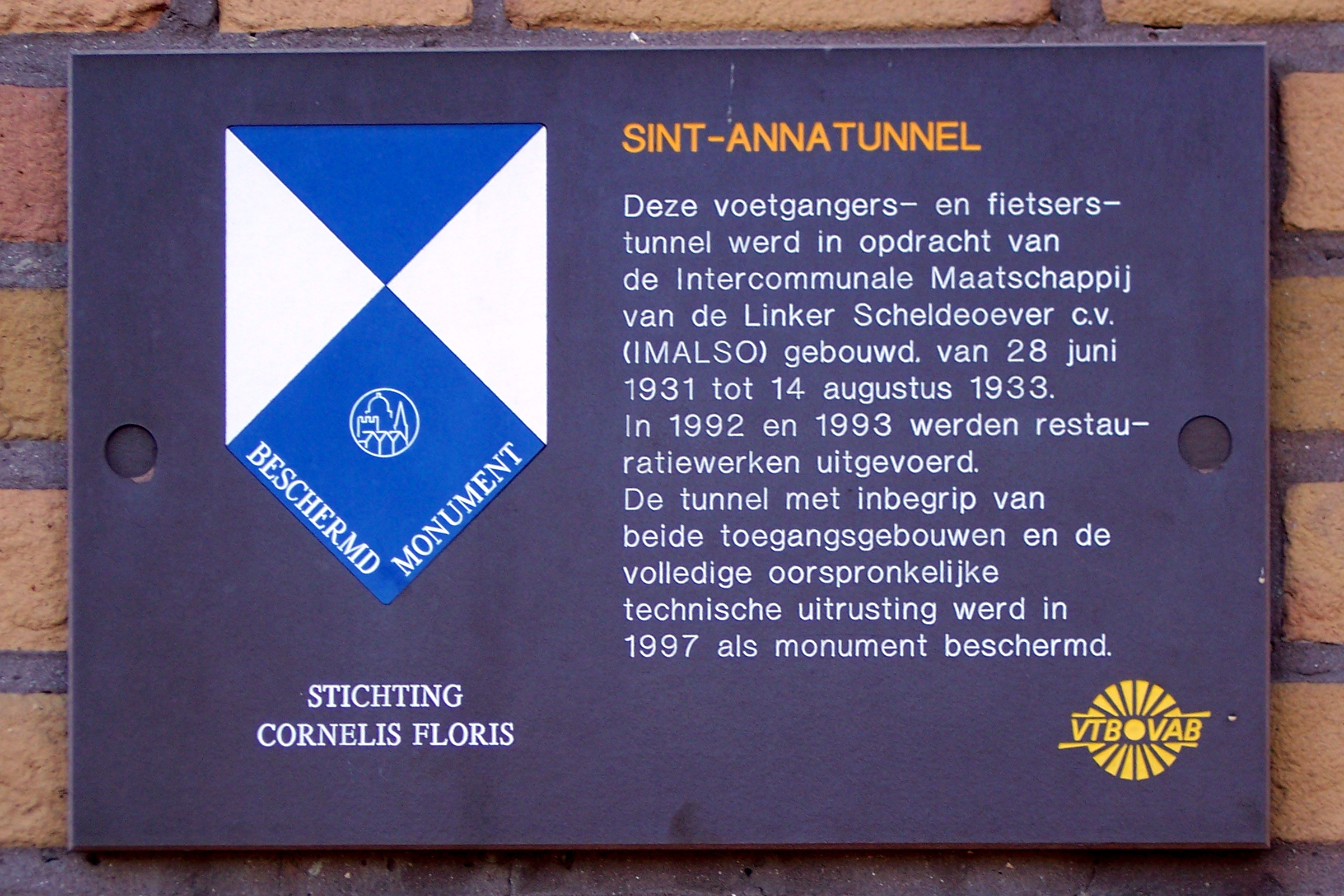
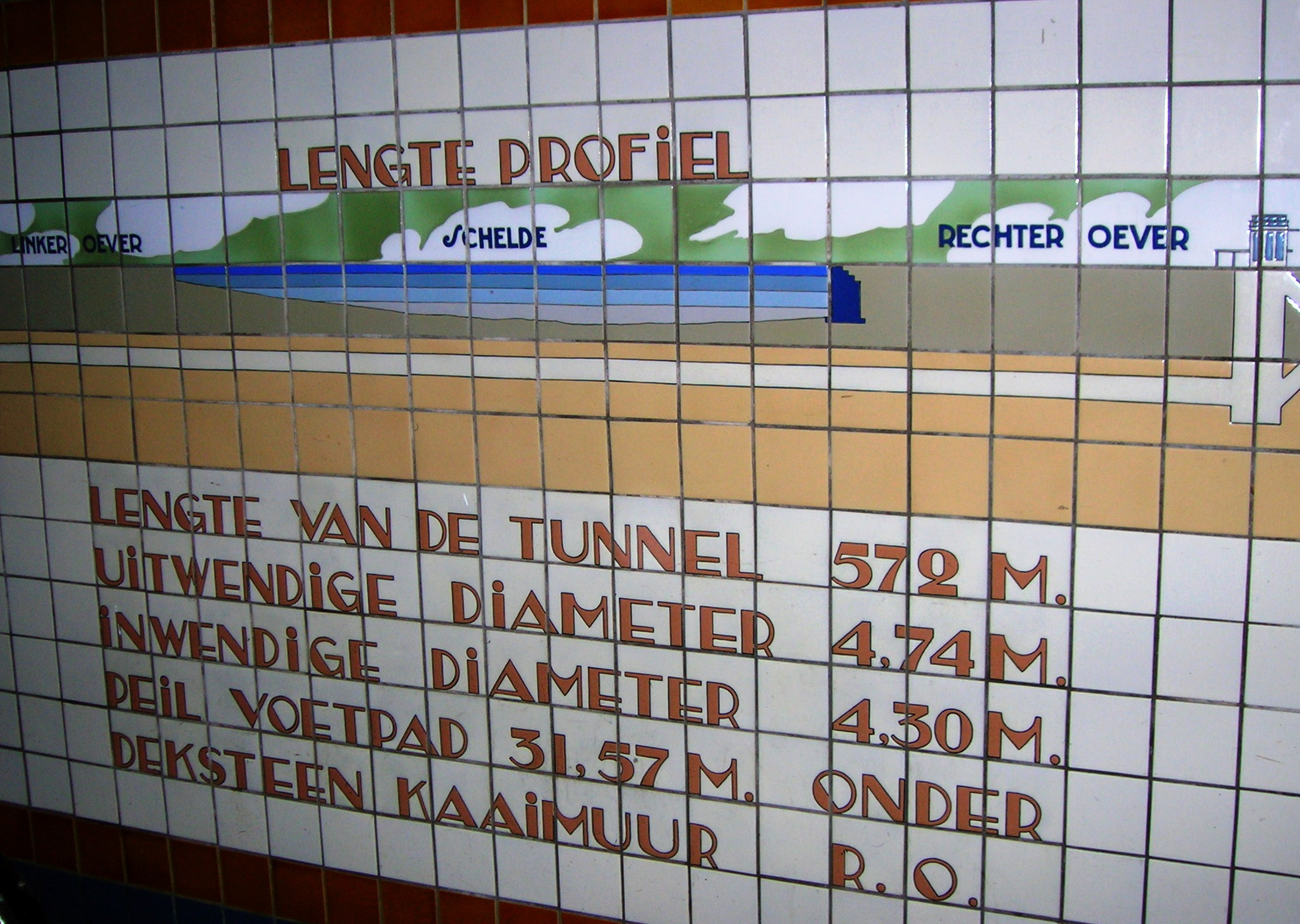
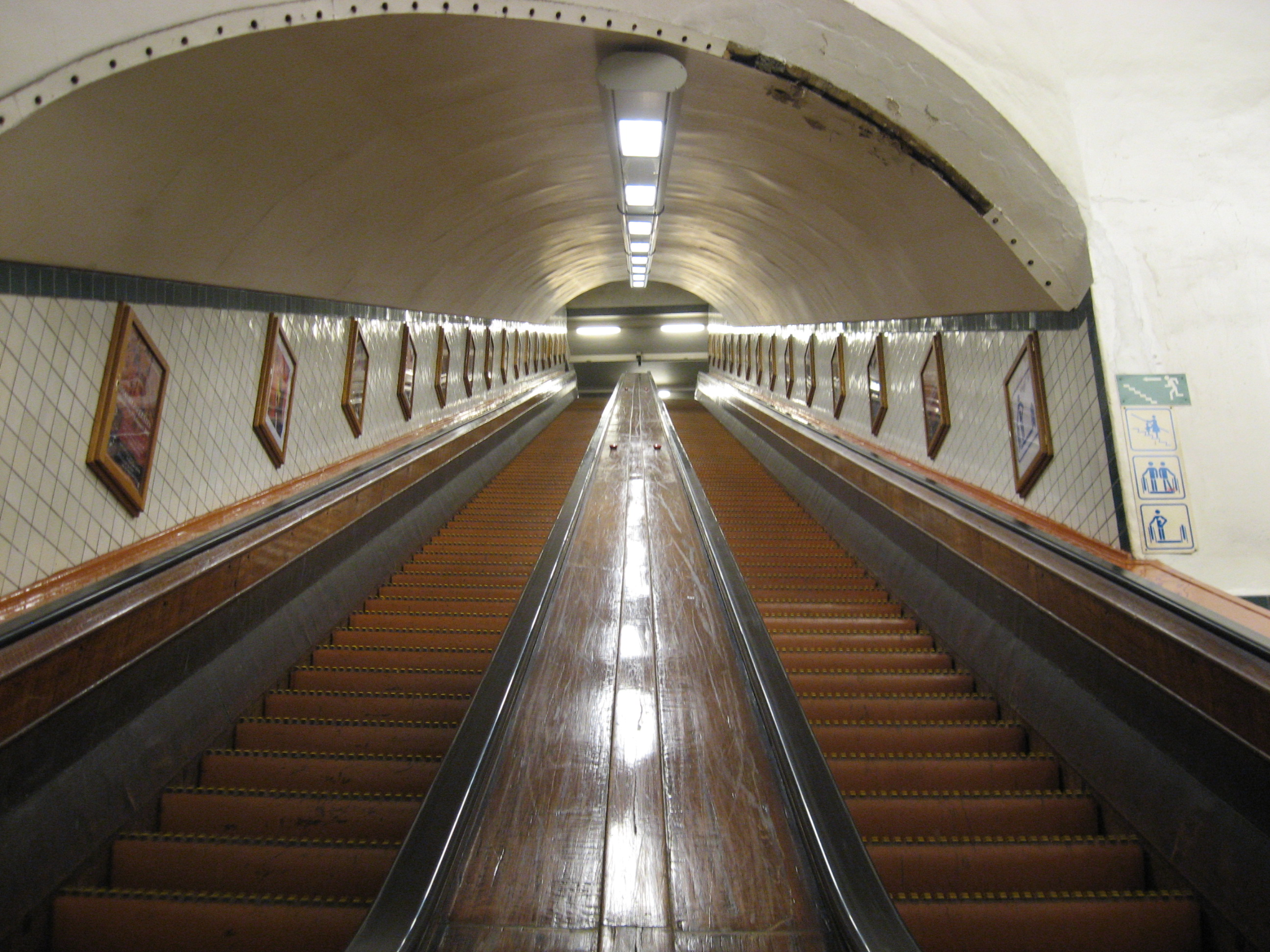